# Шампо, Шарль
Шарль Шампо, или Шарл Шампов (фр. Charles Champaud; болг. Шарл Шампов; 1865, Болгария — неизвестно) — болгарский спортивный гимнаст и легкоатлет, выступавший в прыжках с шестом. Участник летних Олимпийских игр 1896 года. Первый спортсмен, представлявший Болгарию на Олимпийских играх.

## Биография
Шарль Шампо родился в 1865 году.
В 1894 году в числе 12 швейцарских педагогов по приглашению болгарского правительства прибыл в Софию в качестве учителя гимнастики. В течение трёх лет преподавал в 1-й Софийской мужской гимназии. Работал вместе с известным педагогом и общественным деятелем Тодором Йончевым. Благодаря деятельности Шампо в старших классах стали проводить регулярные занятия гимнастикой по плану, был организован спортзал с гимнастическим инвентарём.
Вместе с Йончевым организовал первое в Софии гимнастическое общество «Юнак».
Швейцарские учителя, включая Шампо, повлияли на то, чтобы Болгария в 1896 году была включена в число стран-участниц первых летних Олимпийских игр в Афинах. Несмотря на то, что Шампо был гражданином Швейцарии, он вошёл в состав сборной Болгарии на Олимпиаде из четырёх спортсменов, собранных Йончевым, однако стал единственным представителем страны, поскольку остальные не сумели добраться до места проведения соревнований из-за недоразумения.
В спортивной гимнастике выступал в опорном прыжке, упражнениях на брусьях, не попав в число призёров, а в упражнениях на коне занял 5-е место. Также был заявлен в лёгкой атлетике в прыжках с шестом, но не вышел на старт.
Кроме того, Шампо стал одним из основоположников болгарского футбола: в 1895 году по его инициативе состоялся первый в Софии показательный футбольный матч.
В 1897 году во время соревнований в Софии получил серьёзную травму ноги, после чего вернулся в Швейцарию.
О дальнейшей жизни данных нет.